# (16090) Lukaszewski
(16090) Lukaszewski (1999 TN147) – planetoida z pasa głównego asteroid okrążająca Słońce w ciągu 3,82 lat w średniej odległości 2,44 j.a. Odkryta 7 października 1999 roku.